# Simão Macabeu
Simão Macabeu (ou Simão Thassi; em hebraico: שמעון התרסי, transl. Shimon HaTarsi — ca. 135 a.C.) foi o segundo filho de Matatias e portanto membro da família dos Hasmoneus.
Tomou parte na revolta dos judeus durante o Império Selêucida junto aos seus irmãos, Judas Macabeu e Jônatas Macabeu. Ele tornou-se o primeiro príncipe dos hebreus na dinastia dos Hasmoneus. Reinou entre 142 a 135 a.C.
A dinastia dos Hasmoneus foi fundada por uma resolução, aprovada em 141 a.C., numa grande assembleia onde "Os sacerdotes e os judeus resolveram, portanto, considerar Simão como governante e como sumo sacerdote para sempre, até que surgisse um profeta legítimo." (1 Macabeus xiv. 41). 
Os Macabeus foram reconhecidos como uma nova dinastia pela República Romana por concessão do Senado em 139 a.C., quando uma delegação de Simão esteve em Roma. Simão fez dos judeus um povo semi-independente do Império Selêucida. Aos romanos interessava estender sua proteção até o Oriente, portanto acolhem a missão capitaneada por Numênio e reconhecem a autoridade de Simão não somente sobre os judeus da Palestina, mas sobre todos os que vivem em outras partes.
Em fevereiro de 135 a.C. ele foi assassinado por instigação de seu genro Ptolomeu, filho de Abubo. Simão foi sucedido por seu terceiro filho, João Hircano, pois seus dois irmãos - Matatias e Judas, também tinham sido mortos junto ao seu pai.